# ليليان لويزا بريتن
ليليان لويزا بريتن (بالإنجليزية: Lillian Louisa Britten)‏ (1886-1952) هي عالمة نبات جنوب أفريقيَّة، تُعد الخبيرة الرائدة في نباتات كيب الشرقية في وقتها. درست في كلية رودس الجامعية في غراهامستاون [الإنجليزية]، حيث كانت طالبةٍ لدى سلمار شونلاند [الإنجليزية]، وبعد ذلك درست في المملكة المتحدة، ثم عادت في عام 1918 إلى غراهامستاون لتصبح محاضرةً في علم النبات بكلية رودس الجامعيَّة. يُعد L.L.Britten هو المختصر الرسمي لاسم عالم النبات ليليان لويزا بريتن المستعمل في التسميات العلمية اللاتينية للنباتات.